# Metastelma ovalifolium
Metastelma ovalifolium là một loài thực vật có hoa trong họ La bố ma. Loài này được (A. Rich.) Liede mô tả khoa học đầu tiên năm 1997.